# Goat Island (Otago)
Goat Island ist eine Insel vor der Südinsel Neuseelands in der Region Otago. Die Insel misst in Nord-Süd-Richtung etwa 400 m und in Ost-West-Richtung 150 m. Sie liegt zwischen Port Chalmers im Norden und Osten und der größeren Insel Quarantine Island im Südosten mitten im Otago Harbour.
Im Rahmen der Vereinbarung mit den Ngāi Tahu von 1996 erhielt die Insel als Teil des offiziellen Namens den ursprünglichen Māori-Namen Rangiriri, auf Deutsch Wütender Himmel.
Die gesamte Insel ist seit 2001 beim New Zealand Historic Places Trust unter Nummer 7504 unter dem Namen Goat Island / Rangiriri Historic Area als historisch wertvolles Gebiet registriert.